# Deidamia bipinnata
Deidamia bipinnata là một loài thực vật có hoa trong họ Lạc tiên. Loài này được Tul. mô tả khoa học đầu tiên năm 1857.